# Petricola lithophaga
Petricola lithophaga is een tweekleppigensoort uit de familie van de Veneridae. De wetenschappelijke naam van de soort is voor het eerst geldig gepubliceerd in 1788 door Retzius.